# Neomixis striatigula
Neomixis striatigula là một loài chim trong họ Cisticolidae.